# Per il Popolo
Per il Popolo (in slovacco: Za ľudí), noto anche con la denominazione Per la Gente, è un partito politico slovacco di orientamento liberal-conservatore fondato nel 2019 da Andrej Kiska, già Presidente della Repubblica dal 2014 al 2019.
In occasione delle elezioni parlamentari del 2020 ha ottenuto il 5,77% dei voti; è quindi entrato a far parte del governo Matovič, con Gente Comune e Personalità Indipendenti, Libertà e Solidarietà e Siamo una Famiglia. Successivamente ha fatto parte della maggioranza e poi della minoranza che sosteneva il governo Heger. 
Nelle elezioni parlamentari del 2023 si è presentato unito a Gente Comune e Personalità Indipendenti (OĽaNO). La lista unitaria ha ottenuto l'8,90% dei consensi e 16 seggi in parlamento, all'opposizione del governo Fico IV.  

## Risultati elettorali
| Elezione          | Voti    | %    | Seggi    |
| ----------------- | ------- | ---- | -------- |
| Parlamentari 2020 | 166.325 | 5,77 | 12 / 150 |
| Europee 2024      | 29.385  | 1,98 | 0 / 15   |
| 1.                |         |      |          |